# San Vincenzo La Costa
San Vincenzo La Costa – miejscowość i gmina we Włoszech, w regionie Kalabria, w prowincji Cosenza.
Według danych na rok 2004 gminę zamieszkiwało 2041 osób, 127,6 os./km².